# 유니게

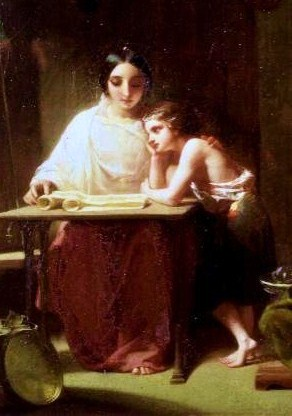
Depiction of Eunice and Timothy by Henry Lejeune.

유니게(공동번역, 개신교), 에우니케(가톨릭)은 디모테오의 어머니이자 로이스의 딸이며, 유대인 집안에서 자랐다.
그녀는 디모데후서 1:5에서만 언급되는데, 저자는 디모테오에게 "이는 네 속에 거짓이 없는 믿음이 있음을 생각함이라 이 믿음은 먼저 네 외조모 로이스와 네 어머니 유니게 속에 있더니 네 속에도 있는 줄을 확신(개역개정)"한다고 말한다. 많은 주석가들은 유니게를 딤후 3:15와도 연관짓는데, 여기서 디모테오는 "어려서부터 성경을 알았"다고 소개된다. 앨버트 반즈는 "디모테오의 어머니는 경건한 히브리인이고, 하나님의 말씀으로 그녀의 아들을 교육하는 것을 하나의 의무로 여겼다"고 말한다.